# Anne Zernike

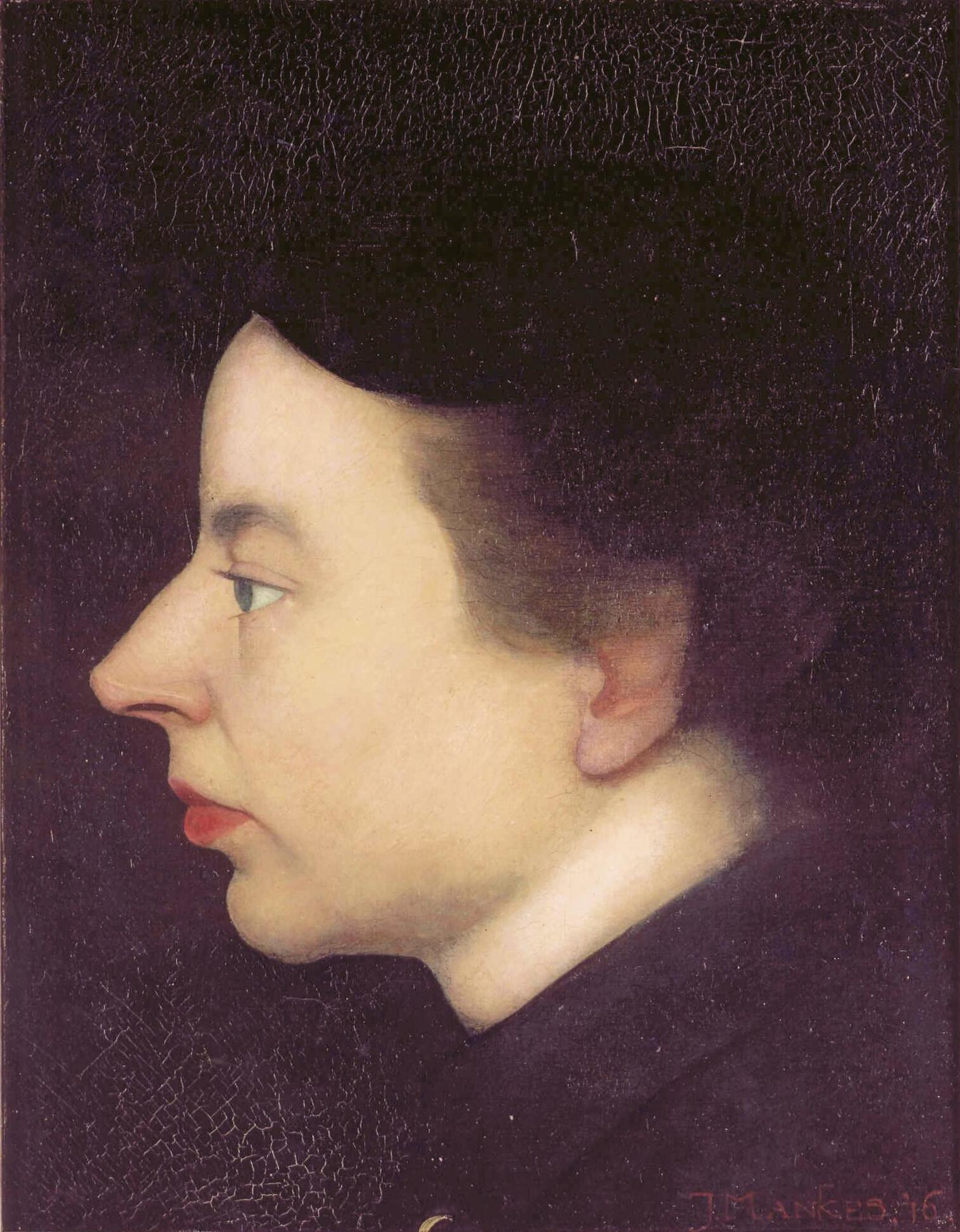
Porträt aus dem Jahr 1916

Anne Zernike (* 30. April 1887 in Amsterdam; † 6. März 1972 in Amersfoort) war eine mennonitische Theologin und erste Pfarrerin der Niederlande.

## Lebenslauf
Zernike wurde am 30. April 1887 als ältestes von sieben Kindern von Carl Frederick August Zernike und Antje Dieperink geboren. Ihr Vater Carl Frederick August arbeitete als Schulrektor. Der Großvater Carl Friedrich August Zernike stammte aus Mehrow und ging als Schneiderlehrling nach Amsterdam. Sowohl ihr Vater als auch ihre Mutter hatten Mathematik studiert und waren kirchlich in der liberalen Freien Gemeinde (niederländisch Vrije Gemeente) im Paradiso in Amsterdam engagiert. Anne Zernike beschloss bereits in der Schulzeit Theologie studieren zu wollen und schrieb sich später am Mennonitischen Theologischen Seminar der Universität von Amsterdam ein. Nach Abschluss des Theologiestudiums übernahm sie 1911 die Pfarrstelle der mennonitischen Gemeinde im friesischen Bovenknijpe. Sie wurde damit die erste ordinierte Pfarrerin der Niederlande. Im Jahr 1915 heiratete sie den Künstler Jan Mankes, mit dem sie sich auch intellektuell verbunden fühlte. So waren beide überzeugte Antimilitaristen. Im gleichen Jahr gab Zernike ihre Arbeit als Pastorin auf und das Paar übersiedelten erst nach Den Haag und zwei Jahre später nach Eerbeek in der Nähe von Arnhem. 1918 bekam das Paar einen gemeinsamen Sohn und Zernike schloss ihre Dissertation über den historischen Materialismus und die sozialdemokratische Ethik ab. Zwei Jahre später starb ihr Mann Jan Mankes im Alter von 30 Jahren an Tuberkulose. Kurze Zeit später engagierte sich Zernike in der liberal-protestantischen Freisinnigen Glaubensgemeinschaft in Rotterdam, für deren Gemeinde in Rotterdam-Vreewijk sie bis zu ihrer Pensionierung im Jahr 1948 tätig blieb. Die freisinnige Gemeinde bestand vor allem aus liberal orientierten Reformierten, Remonstranten, Mennoniten und Lutheranern. Unter ihrem Vorsitz konnten zahlreiche neue Mitglieder gewonnen und 1929 ein eigenes Kirchengebäude mit dem Namen Der neue Bund (niederländisch Het Nieuwe Verbond) gebaut werden. Neben ihrer Tätigkeit für die Freisinnigen war Zernike auch zeitlebens publizistisch tätig. Ihre letzten Jahre verbrachte sie bei Amersfoort. Im Jahr 1956 veröffentlichte sie ihre Memoiren. Sie starb schließlich am 6. März 1972. Sie wurde im Grab ihres Mannes in Eerbeek beigesetzt.
Theologisch vertrat Zernike einen liberalen Protestantismus. Sie war besonders vom Vertreter der radikalen Protestanten Gustaaf Adolf van den Bergh van Eysinga beeinflusst. Im Jahr 2011 gründeten niederländische Mennoniten den Anne Zernike-Fond, um Pastorinnen zu fördern. In Hoofddorp, Arnhem und Heerenveen sind Straßen nach Anne Zernike benannt. Auch einige Geschwister Zernikes erreichten größere Bekanntheit: Ihr Bruder Frits Zernike erhielt 1953 den Nobelpreis für Physik, ihre Schwester Elisabeth wurde eine bekannte niederländische Schriftstellerin.

## Bibliografie
- Over historisch materialistische en sociaal democratische ethiek. 1918.
- A. Mankes-Zernike en R.N. Roland Holst: Jan Mankes. 1923.
- Opvoedingsproblemen. 1924.
- Rainer Maria Rilke: een benadering. 1925.
- Het zwaluwenboek. 1928.
- Historische godsdiensten en universeele religie. 1938.
- De mensch en zijn godsdienst. 1941.
- Een vrouw in het wondere ambt: herinneringen van een predikante. 1956.